# Pseudoscopas elegans
Pseudoscopas elegans är en insektsart som beskrevs av Ronderos 1987. Pseudoscopas elegans ingår i släktet Pseudoscopas och familjen gräshoppor. Inga underarter finns listade i Catalogue of Life.